# Rico (Rapper)

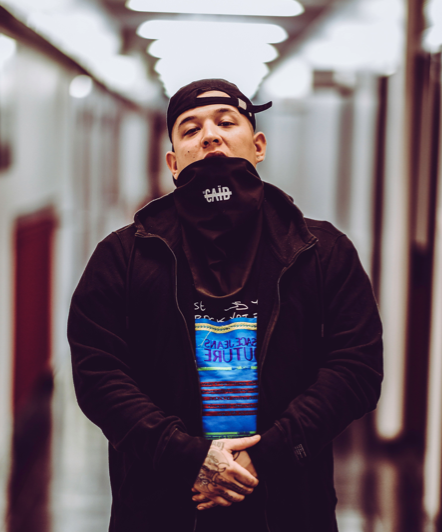
Rico

Rico (* 19. Dezember 1989 in Zwickau) ist ein deutscher Rapper mit vietnamesischen Wurzeln, der bei dem Label „Letzte Wölfe GmbH“ unter Vertrag steht.

## Leben und Karriere
Der in Berlin lebende Künstler fing schon als Jugendlicher an Musik zu machen. Den Zugang zu Rap fand er vor allem durch den Künstler 50 Cent, der ihn stark motivierte und auch immer noch inspiriert. Neben dem Rap hatte er aber auch schon immer eine Leidenschaft für Gesang, weswegen er beides in seine Songs integriert. Trotzdem sieht er sich immer vorrangig als Rapper. In seinen Texten schreibt er nur über Sachen, die er selber erlebt und durchgemacht hat.
2010 bekam er dann die Möglichkeit bei dem von Kontra K und Skinny Al gegründeten Label „DePeKa Records“ einzusteigen und trat dort auch auf der EP Ein Herz aus Chrome in Erscheinung.
Im Jahr 2012 folgte das Kollaboalbum Ein Gauner kommt selten allein mit seinem Labelkollegen Fatal, im Jahr 2015 folgte Ein Gauner kommt selten allein 2. Parallel arbeitete Rico an seinem ersten eigenen Soloalbum Isso, das 2013 erschien.
Nachdem der Rapper jahrelang gemeinsam mit Kontra K auf der Bühne stand, wurde er bei ihm in seinem neu gegründeten Label „Tag 1er Records“ unter Vertrag genommen. Seine erste Veröffentlichung über dieses Label war die Single Junkie, die er 2018 gemeinsam mit dem Rapper Bausa herausbrachte.
2020 folgte die EP Rückbank unter dem neu gegründeten Label von Kontra K „Letzte Wölfe GmbH“, die mit Feature-Gästen wie Fatal, Skepsis, Joshi Mizu und Kontra K geschmückt wurde. Ein halbes Jahr folgte die Veröffentlichung seines zweiten Soloalbums Links Rechts.

## Diskografie
Studioalben
- 2013: Isso
- 2020: Links Rechts

Kollaboalben
- 2012: Ein Gauner kommt selten allein (mit Fatal)
- 2015: Ein Gauner kommt selten allein 2 (mit Fatal)

EPs
- 2020: Rückbank
- 2018: Tag1er

Gastbeiträge
- 2011: Toxischer Beton von Fatal
- 2012: Was die Zeit bringt von Kontra K
- 2012: Mach keine Chromen Dinga von Skinny Al, Kontra K und Fatal
- 2014: 19Straßenfunk von Fatal
- 2015: Atme den Regen von Kontra K
- 2015: EHFD von Herzog
- 2016: Labyrinth von Kontra K
- 2017: Gute Nacht von Kontra K
- 2017: W.I.R.H. von ORIGINAL KLIKKE
- 2018: Erde & Knochen von Kontra K
- 2019: Sie wollten Wasser doch kriegen Benzin von Kontra K
- 2020: Gesetz von De La Krüg, Jacquez
- 2020: Vollmond von Kontra K
- 2021: Aus dem Licht in den Schatten zurück von Kontra K
- 2022: Für den Himmel durch die Hölle von Kontra K